# Dálnice A17 (Německo)
Dálnice A17, německy Bundesautobahn 17 (zkratka BAB 17), zkráceně Autobahn 17 (zkratka A17), je německá dálnice, která vede od Drážďan od dálniční křižovatky s dálnicí A4 (exit 77b – Dreieck Dresden-West) na jihovýchod a jih k českým hranicím, kde překonává německou stranu Krušných hor a v oblasti Breitenau-Krásný Les se volně napojuje na českou dálnici D8.

## Historie

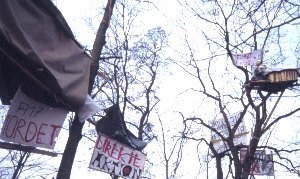
Protesty ve vesnici Hüttendorf proti Dálnici A17 (březen 1999)

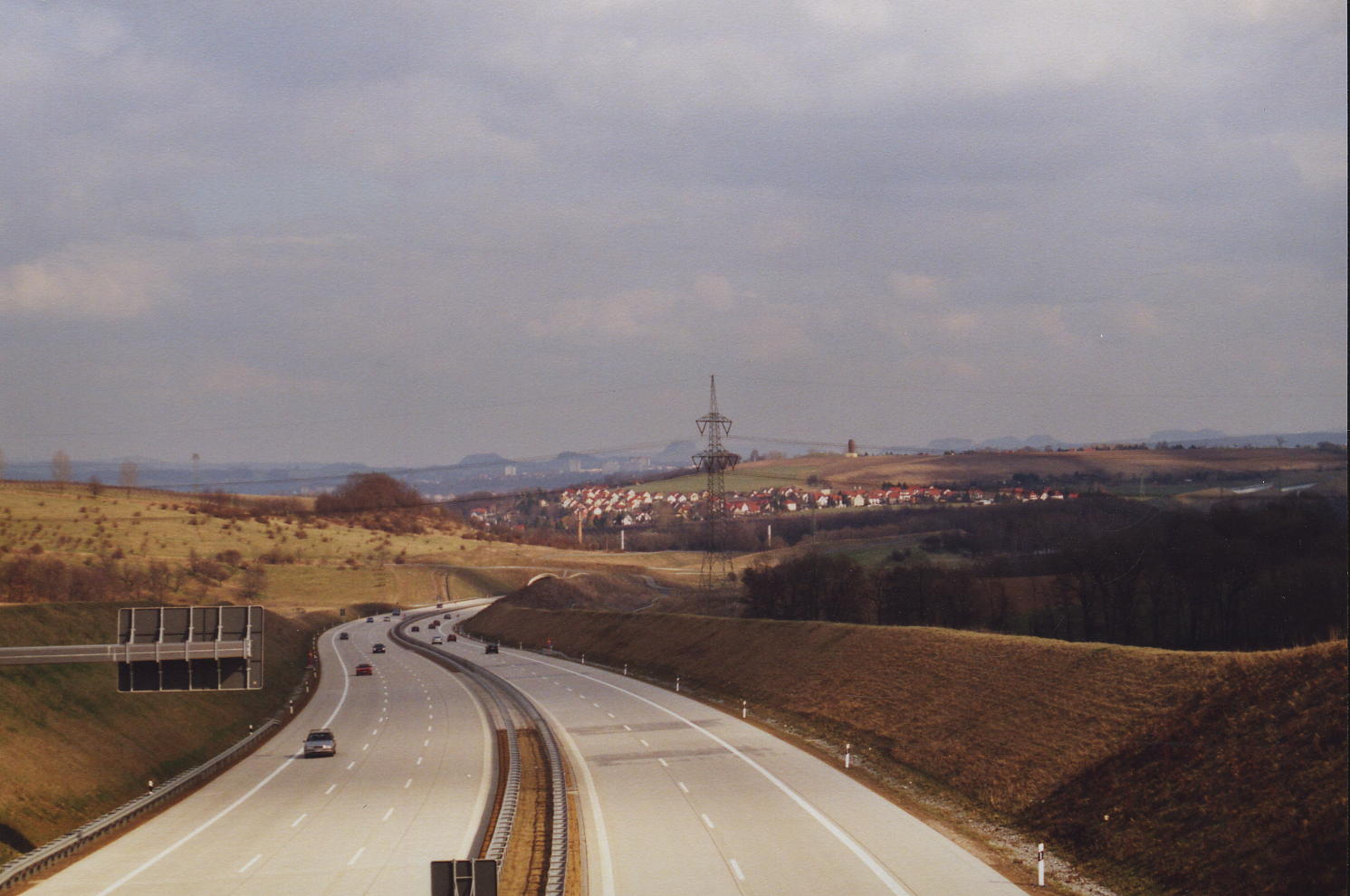
Dálnice A17 poblíž obce Dohna u Heidenau (duben 2006).

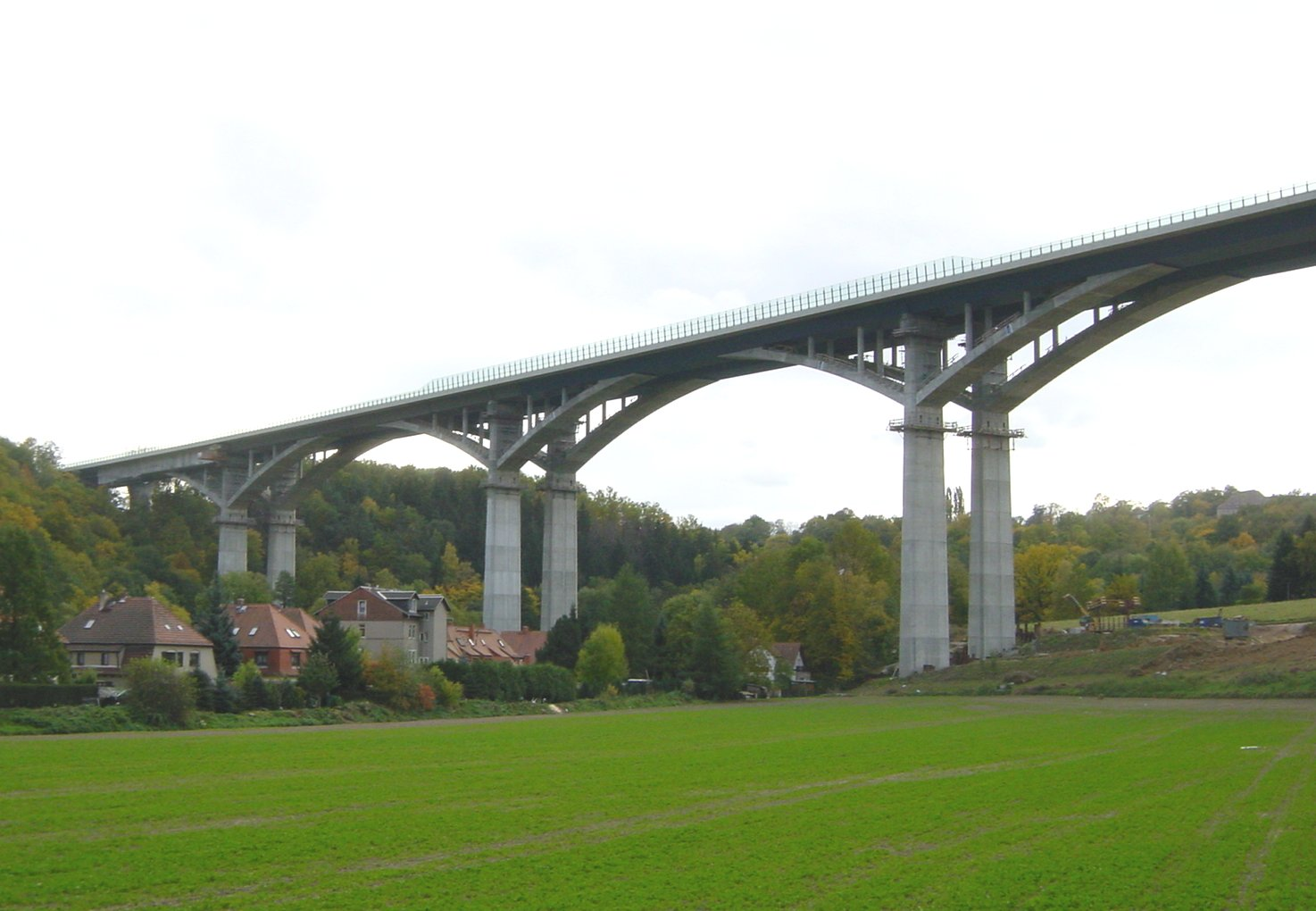
Most Lockwitztal (23. října 2005).

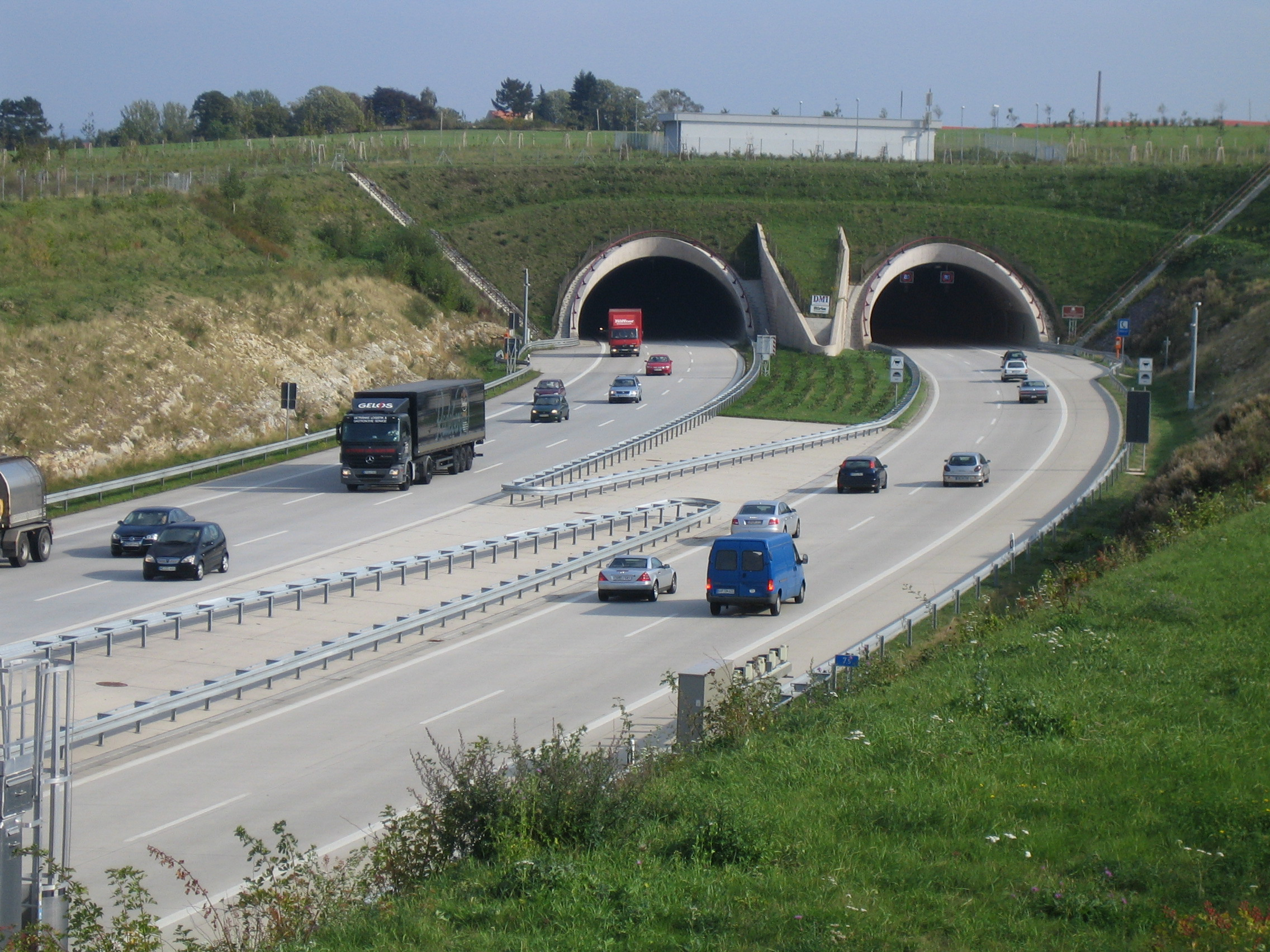
Tunel Dölzschen (20. září 2006).

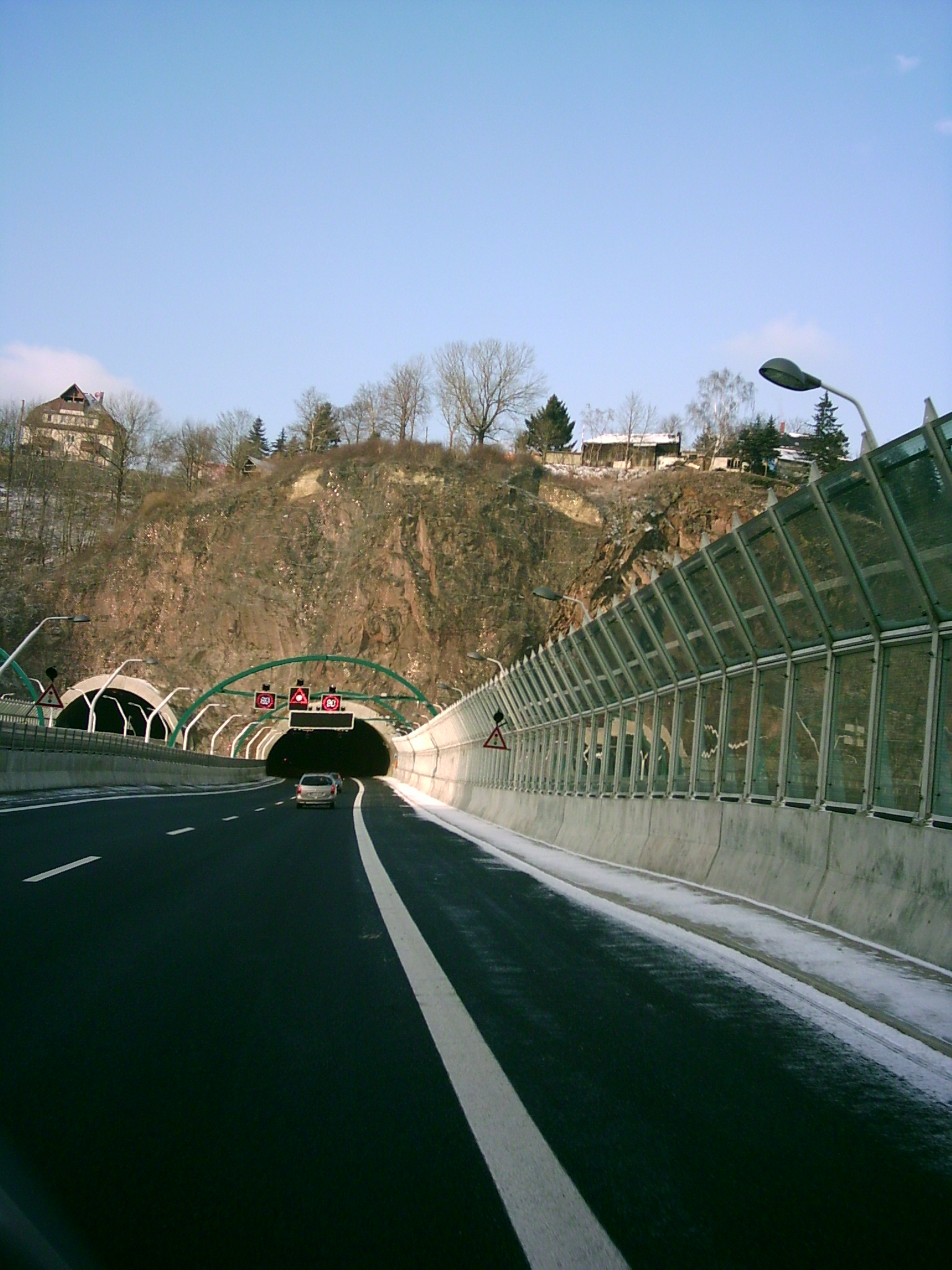
Tunel Dölzschen.

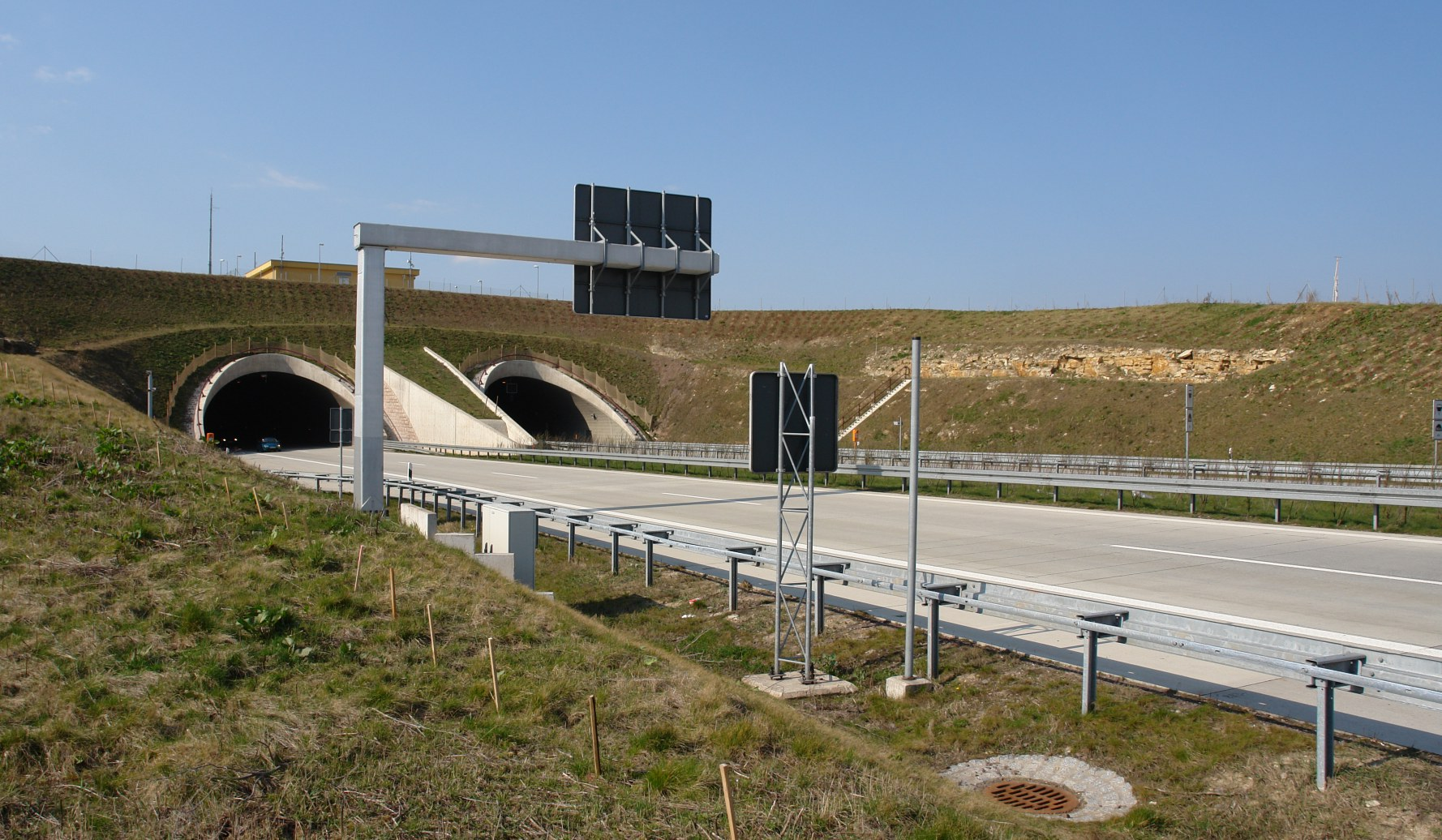
Tunel Coschütz (25. května 2007).

První plánování dálnice začalo již v roce 1938, kdy se poprvé objevila v dálničních plánech jako Strecke 13.
Po mnoha sporech začala v srpnu 1998 výstavba prvního úseku. Jednalo se o 3,6 km dlouhý úsek, začínající dálniční křižovatkou Dreieck Dresden-West (exit 1) s již tehdy postavenou dálnicí dálnicí A4, a končící MÚK Dresden-Gorbitz se silnicí B173 (exit 2). Tento úsek byl otevřen 8. října 2001 a stál 53,6 mil. €.
22. prosince 2004 byl otevřen druhý úsek délky 8,8 km. Začínal hned za MÚK Dresden-Gorbitz (exit 2) a vedl k MÚK Dresden-Südvorstadt (exit 3), kde dálnice křížila starou silnici B170, která vedla ve směru Drážďany-Dippoldiswalde-Altenberg-Cínovec-Dubí-Teplice-Praha. Tento úsek stál 286,8 mil. €, přičemž 87% nákladů šlo na stavbu dvou tunelů – Dölzschener Tunnel a Coschützer Tunnel a jednoho mostu mezi těmito dvěma tunely souhrnné délky (tunel-most-tunel) 2332 m.
Ještě ten rok, 25. října 2004, byl otevřen navazující úsek k MÚK Dresden-Prohlis (exit 4), který stál 45 mil. €.
Další 9,9 km úsek k Pirně (exit 6) byl otevřen 22. července 2005. Vyžádal si náklad 112,7 mil. €.
Poslední chybějící úsek z Pirny ke státní hranici Německo/Česko (hr. přechod Breitenau-Krásný Les) byl stavěn ve stejné době jako na opačné straně Krušných hor úsek 0807 české dálnice D8. Oba úseky dálnic – český a německý – se stavěly ve stejný termín, aby mohly být společně zprovozněny a mohly tak propojit dálniční sítě obou zemí. Bylo velice důležité, aby oba úseky byly zprovozněny ve stejný termín, jinak by dříve zprovozněný úsek (ať český či německý) končil uprostřed hor a nemohl by tak sloužit svému plánovanému účelu, tedy dálkové tranzitní dopravě o vysokých provozních intenzitách. Před dokončením druhého navazujícího úseku by osamocený úsek jen propojoval několik menších horských obcí na jedné straně hor.
Úsek Pirna - státní hranice se začal stavět 8. prosince 2004 a zprovozněn byl 21. prosince 2006. Jeho délka je 19,3 km, obsahuje dvě mimoúrovňové křižovatky (exity 6 a 7) a stál 154,2 mil. €.
Asi 4,5 km od hranice Německo/Česko směrem do německého vnitrozemí byl na této dálnici vybudován obousměrný společný hraniční přechod pro policisty obou zemí, i když Česko i Německo v tu dobu byly již v EU. Tento hraniční přechod byl 1,5 roku po vstupu do Schengenského prostoru na jaře 2009 odstraněn, takže průjezd zde je od té doby možný bez jakéhokoli omezení (jízdní pásy, rychlost).